# しずくちゃん (子役)
しずくちゃん（2008年 - ）は、日本の元子役タレントである。大阪府出身。
2012年6月12日現在、どのプロダクションにも所属していない。

## 人物
『GREEN DA・KA・RA』のCMは知人の紹介でたまたま受けたCMオーディションであったが、物怖じしない社交的な性格と天真爛漫な笑顔がCMイメージに合うと満場一致で採用された。
活発に体を動かすことが好きで家遊びよりも外で遊ぶことを好んでいる。特技はブリッジで、地元の体操教室に通っている。好きな食べ物はスイカとトマト。
愛称は「し〜ちゃん」で、家族やファンのみならず、CM撮影等でもスタッフ等によく呼ばれている。仲良しの実の妹がおり、名前はなぎさちゃん。その妹とは、既に『やさしい麦茶』のキャラクター「ムギちゃん」としてCMで共演を果たしている。

## 出演

### テレビ
- 天才!志村どうぶつ園（2013年1月 - 、日本テレビ） - 志村園長の弟子（不定期出演）

### 劇場アニメ
- ロラックスおじさんの秘密の種（2012年10月6日、東宝東和） - マリー 役（日本語吹替）[5]

### CM
- サントリー、GREEN DA・KA・RA（2012年 - ）
  - 「グリーンダカラちゃん登場」篇
  - 「グリーンダカラちゃん恋人ケンカ」篇
  - 「グリーンダカラちゃん登場+恋人ケンカ」篇
  - 「おひるね」篇
  - 「お知らせ（夏）」篇
  - 「おでかけ」篇
  - 「うがい、手洗い、グリーン ダ・カ・ラ」篇
  - 「ダンス」篇
  - 「お仕事」篇
- 同、GREEN DA・KA・RA やさしい麦茶（2013年 - ）
  - 「グリーンダカラちゃんとムギちゃん〜海〜」篇
  - 「グリーンダカラちゃんとムギちゃん〜緑〜」篇
  - 「ムギちゃん、どのへんがやさしいの?」篇
    - この3篇で実妹の「なぎさちゃん」と姉妹役で初共演[6]。「ムギちゃん、どのへんがやさしいの?」篇 のみ、2014年4月に放送された。

  - 「身長測定」篇
  - 「ひまわり」篇
    - この2篇で約1年ぶりに再共演を果たした[4]。

- 関西電力、省エネ、電気の安全 デンキノ エレン役（2012年 - ）
  - 「手軽に確認」篇
  - 「前年比較」篇
  - 「タコ足配線」篇
  - 「電線注意」篇
  - 「みんなで省エネ」篇
  - 「省エネみえた」篇
  - 「どっちが省エネ」篇

- 三菱自動車工業、eKスペース（2014年1月 - ）
  - 「リヤサーキュレーター」篇
  - 「後席ロングスライド」篇
  - 「Wセーフティ」篇
    - 平田貴之と共演

### イベント
- 映画『ライフ・オブ・パイ/トラと漂流した227日』舞台挨拶（2013年1月16日）花束ゲスト[7]